# Anna Gonzaga
Anna Gonzaga, född 1616 i Paris, död 6 juli 1684, var en fransk salongsvärd, grevinna av Pfalz-Simmern; gift 1645 med greve Edvard av Pfalz-Simmern.

## Biografi
Anna Gonzaga var dotter till hertig Karl I av Mantua och Katarina av Mayenne. Hon var italiensk genom fadern och tysk genom äktenskap men växte upp och tillbringade sitt liv i Frankrike. Familjen hade planerat att hon skulle gå i kloster, men hon undvek detta genom sin fars död 1637.
Åren 1639–1640 hade hon ett förhållande med hertig Henrik II av Guise, till vilken hon rymde utklädd till man; hon hävdade sedan att de hade genomgått en vigselceremoni, men om den inträffade tycks den inte ha varit laglig.
1645 gifte hon sig med en yngre son till Elizabeth Stuart och övertalade honom att konvertera till katolicismen. Anna Gonzaga höll enligt uppgift en av de mest betydande salongerna under Ludvig XIV:s tidiga regeringstid. 
Hon utnämndes till främsta hovdam till drottningen inför kungens giftermål 1660, och närvarade vid bröllopet i Saint-Jean de Luz. 
Anna Gonzaga genomgick 1671 en religiös kris och ägnade sig sedan åt religion.